# Cuneisigna rivulata
Cuneisigna rivulata là một loài bướm đêm trong họ Noctuidae.